# Силаєв Іван Степанович
Іва́н Степа́нович Сила́єв (рос. Иван Степанович Силаев; 21 жовтня 1930, Бахтизіно, тепер Російська Федерація — 8 лютого 2023, місто Нижній Новгород, Російська Федерація) — радянський, пізніше російський державний діяч, Голова Ради Міністрів РРФСР у 1990–1991 роках, від 24 серпня до 26 грудня 1991 року керівник низки наступників радянського загальносоюзного уряду (КОКНГ, МрЕК та МдЕК). Член ЦК КПРС у 1981—1991 роках. Депутат Верховної ради СРСР 10—11-го скликань. Герой Соціалістичної Праці (3.04.1975).

## Біографія
Народився 21 жовтня 1930 року в селі Бахтизіно Вознесенського району Нижньогородської області. У 1954 році Іван Силаєв закінчив Казанський авіаційний інститут і почав працювати на Горьковському авіаційному заводі імені С. Орджонікідзе майстром, старшим контрольним майстром, начальником бюро цехового контролю, начальником технічного бюро з літакобудування. У 1959 році вступив до КПРС. З 1959 року — начальник цеху, з 1964 року — заступник начальника виробництва, з 1965 року — заступник голови заводського комітету профспілки, з 1966 року — заступник головного інженера, з 1969 року — головний інженер, у 1971—1974 роках — директор Горьковського авіаційного заводу імені Орджонікідзе.
З 1974 до 1977 року Іван Силаєв був заступником, а з 1977 до 1980 року — першим заступником міністра авіаційної промисловості СРСР. З 19 грудня 1980 року до 20 лютого 1981 року працював міністром верстатобудівної та інструментальної промисловості СРСР.
З 20 лютого 1981 року до 1 листопада 1985 року Іван Силаєв перебував на посаді міністра авіаційної промисловості СРСР. Наступні чотири з половиною років (з 1 листопада 1985 до 9 жовтня 1990 року) працював заступником Голови Ради Міністрів СРСР та головою Бюро Ради міністрів СРСР із машинобудування.
18 червня 1990 року Іван Силаєв був обраний, а 13 липня 1991 року підтверджений на посаді голови Ради Міністрів РРФСР. 26 липня 1991 року був виключений зі складу ЦК КПРС за власною заявою.
24 серпня 1991 року Іван Силаєв очолив тимчасовий найвищий орган виконавчої влади СРСР — Комітет з оперативного керування народним господарством СРСР. 20 вересня того ж самого року був призначений Головою нового уряду СРСР — Міжреспубліканського економічного комітету СРСР, який 14 листопада був перейменований на Міждержавний економічний комітет СРСР. 26 грудня 1991 року Іван Силаєв був звільнений зі своїх посад і ввійшов в історію як останній керівник уряду Союзу РСР.
З 26 грудня 1991 року Іван Силаєв обіймав посаду Надзвичайного та Повноважного Посла Російської Федерації в Європейському Союзі. З кінця 1994 року перебував на різних посадах, так чи інакше пов'язаних з промисловістю. 26 вересня 2002 року Іван Силаєв очолив Російський Союз Машинобудівників.
Помер 8 лютого 2023 на 93-му році життя в місті Нижній Новгород за день до 100-річного ювілею російської цивільної авіації. Похований 11 лютого 2023 року на Троєкуровському цвинтарі Москви поряд із дружиною.

## Нагороди і звання
- Герой Соціалістичної Праці (3.04.1975)
- два ордени Леніна (26.04.1971, 3.04.1975)
- орден Жовтневої Революції (10.03.1981)
- орден Дружби (Чехословаччина) (1984)
- медаль «За трудову доблесть» (22.07.1966)
- медалі
- Ленінська премія (1972)
- дві Почесні грамоти Уряду Російської Федерації (19.10.2000, 21.10.2005)